# Placothuria
Placothuriidae
Famille
Genre
Placothuria, unique représentant de la famille des Placothuriidae, est un genre d'holothuries (concombres de mer) de l'ordre des Dendrochirotida.

## Liste d'espèces
Selon World Register of Marine Species (11 février 2021) :
- Placothuria huttoni (Dendy, 1896)
- Placothuria molpadioides (Semper, 1867)
- Placothuria squamata Pawson, 1968